# Voeltzkowia mira
Voeltzkowia mira är en ödleart som beskrevs av  Oskar Boettger 1893. Voeltzkowia mira ingår i släktet Voeltzkowia och familjen skinkar. IUCN kategoriserar arten globalt som starkt hotad.
Artens utbredningsområde är Madagaskar. Ödlan lever i en mindre region på nordvästra Madagaskar i låglandet upp till 300 meter över havet. Habitatet utgörs av torra skogar. Voeltzkowia mira gräver ofta i marken för att gömma sig. Honor lägger 2 till 4 ägg per tillfälle.
Inga underarter finns listade i Catalogue of Life.